# Очень дикие штучки
«Очень дикие штучки» (англ. Very Bad Things) — комедия 1998 года, наполненная чёрным юмором. Режиссёр фильма — Питер Берг.

## Сюжет
Кайл Фишер собирается жениться. И его друзья организуют мальчишник. Они решают праздновать последние холостяцкие дни Кайла в Лас-Вегасе. Шафер и лучший друг Кайла Роберт приглашает в номер отеля стриптизёршу, которую в порыве страсти нечаянно убивает один из друзей. В то время, когда они решают, какие будут их действия в дальнейшем, в дверь стучится охранник отеля. Последний тоже становится их жертвой. Но это ещё не всё: друзья умирают один за другим…

## В ролях
| Актёр            | Роль               |
| ---------------- | ------------------ |
| Кэмерон Диаз     | Лаура Гарети-Фишер |
| Джон Фавро       | Кайл Фишер         |
| Лиленд Орсер     | Чарльз Мур         |
| Кристиан Слейтер | Роберт Бойд        |
| Джереми Пивен    | Майкл Беркоу       |
| Дэниел Стерн     | Адам Беркоу        |

## Производство
Изначально Адам Сэндлер должен был исполннить роль Майкла Беркоу, но он отказался из-за участия в фильме «Маменькин сыночек», а его заменил Джереми Пивен.

## Критика
Картина получила, в целом, негативные отзывы критиков.
На агрегаторе рецензий Rotten Tomatoes фильм имеет рейтинг 41 %, на основании 58 рецензий критиков, со средней оценкой 5,9 из 10. Критический консенсус сайта гласит: «Подлый и пустой».
Роджер Эберт писал, что «Очень дикие штучки» — «неплохой фильм, просто предосудительный».
Мейтленд МакДонах из TV Guide писал: «В мире, наполненном грубыми ситкомами, горький, худший из возможных сценариев Берга действительно выделяется».
Стивен Хантер из The Washington Post написал, что «фильм, который больше похож на подростковую шутку, чем на настоящий фильм, проводит очень тонкую грань между истерически смешным и истерически ужасным», добавив, что «возможно, если бы насилие не было таким наглядным, фильм получился бы лучше».
Кеннет Туран из Los Angeles Times сказал: «Фильм, несомненно, будет носить негативные отзывы как почетные знаки того, что он был слишком реальным, слишком честным и, что наиболее важно, слишком модным, чтобы его могли оценить непосвященные».

## Награды и номинации
- Csapnivalo Awards
  - 2000 — номинация на награду Golden Slate за «Самый смешной фильм»
  - 2000 — награда Golden Slate «Лучшему актёру» (Кристиан Слейтер)
- Deauville Film Festival
  - 1998 — номинация на Специальный Гран-При (Питер Берг)
  - 1998 — награда Fun Radio Trophy (Питер Берг)
- San Sebastián International Film Festival
  - 1998 — награда «Золотая ракушка» (Питер Берг)